# Ljus eldblomfluga
Ljus eldblomfluga (Tropidia fasciata) är en tvåvingeart som beskrevs av Johann Wilhelm Meigen 1822. Ljus eldblomfluga ingår i släktet eldblomflugor, och familjen blomflugor.
Artens utbredningsområde är Tyskland. Enligt den finländska rödlistan är arten nationellt utdöd i Finland. Arten har ej påträffats i Sverige. Artens livsmiljö är strandängar vid sötvatten. Inga underarter finns listade i Catalogue of Life.